# Bergianska trädgården
El jardín de Bergius (en sueco: Bergianska trädgården) es un jardín botánico localizado en el área de Frescati de los alrededores de Estocolmo, la capital de Suecia, próximo al Museo Sueco de Historia Natural y al campus principal de la Universidad de Estocolmo. 
Este jardín botánico depende administrativamente de la colaboración de la Real Academia de las Ciencias de Suecia y la Universidad de Estocolmo. 
Es miembro del BGCI, participa en programas de la Agenda Internacional para la Conservación en los Jardines Botánicos.
El código de reconocimiento internacional del Bergianska trädgården como institución botánica (en el Botanical Gardens Conservation International - BGCI), así como las siglas de su herbario es SBT.

## Localización
Bergianska trädgården, Karlbergsvägen, Vasastaden, Stockholms universitet trädgården, Stockholm, Stockholms län S-104 05 Sverige-Suecia
Planos y vistas satelitales.59°22′09″N 18°02′47″E / 59.36917, 18.04639

## Historia
La fundación del jardín tiene su origen en una donación que tuvo lugar en 1791 por parte del historiador y anticuario Bengt Bergius y su hermano Peter Jonas Bergius, médico y científico, a la Real Academia de las Ciencias de Suecia, y originalmente comprendía la mansión y los jardines aledaños, en la carretera Karlbergsvägen, en lo que actualmente es el distrito Vasastaden en el centro de Estocolmo pero en aquellos tiempos aún en pleno campo. El jardín se trasladó a su localización actual en el año de 1885.
El jardín depende administrativamente de la Academia de ciencias y de la Universidad de Estocolmo.

## Colecciones
Este jardín botánico alberga unas 8.000 especies de plantas de todo el mundo.
Al aire libre tienen varias colecciones de árboles, un jardín japonés y plantas de menor porte con colecciones de plantas sistemáticas, aromáticas y medicinales.
El gran invernadero Edvard Anderson, está dividido en varios climas: tropical seco, tropical húmedo, mediterráneo (incluyendo subsección canaria) y desértico. En la sección desértica domina el gran Pachycereus pringlei en el centro con la Idria columnaris que se ve a su lado. 
Tienen incluso, una sección de cactus al exterior permanentemente, justo al lado del invernadero, con especies que aguantan ese clima, justo al lado hay una planta de clima tan opuesto como Laburnum alpinum, que les da sombra.

## Galería de imágenes

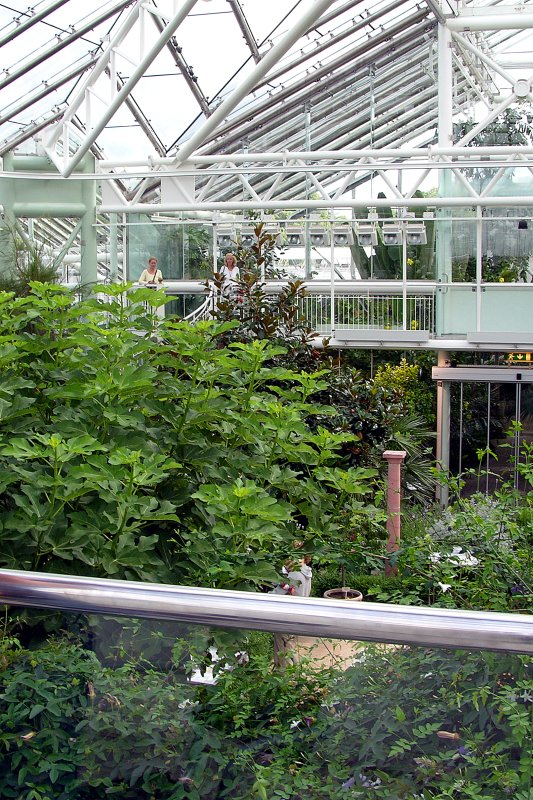
Invernadero Edvard Anderson
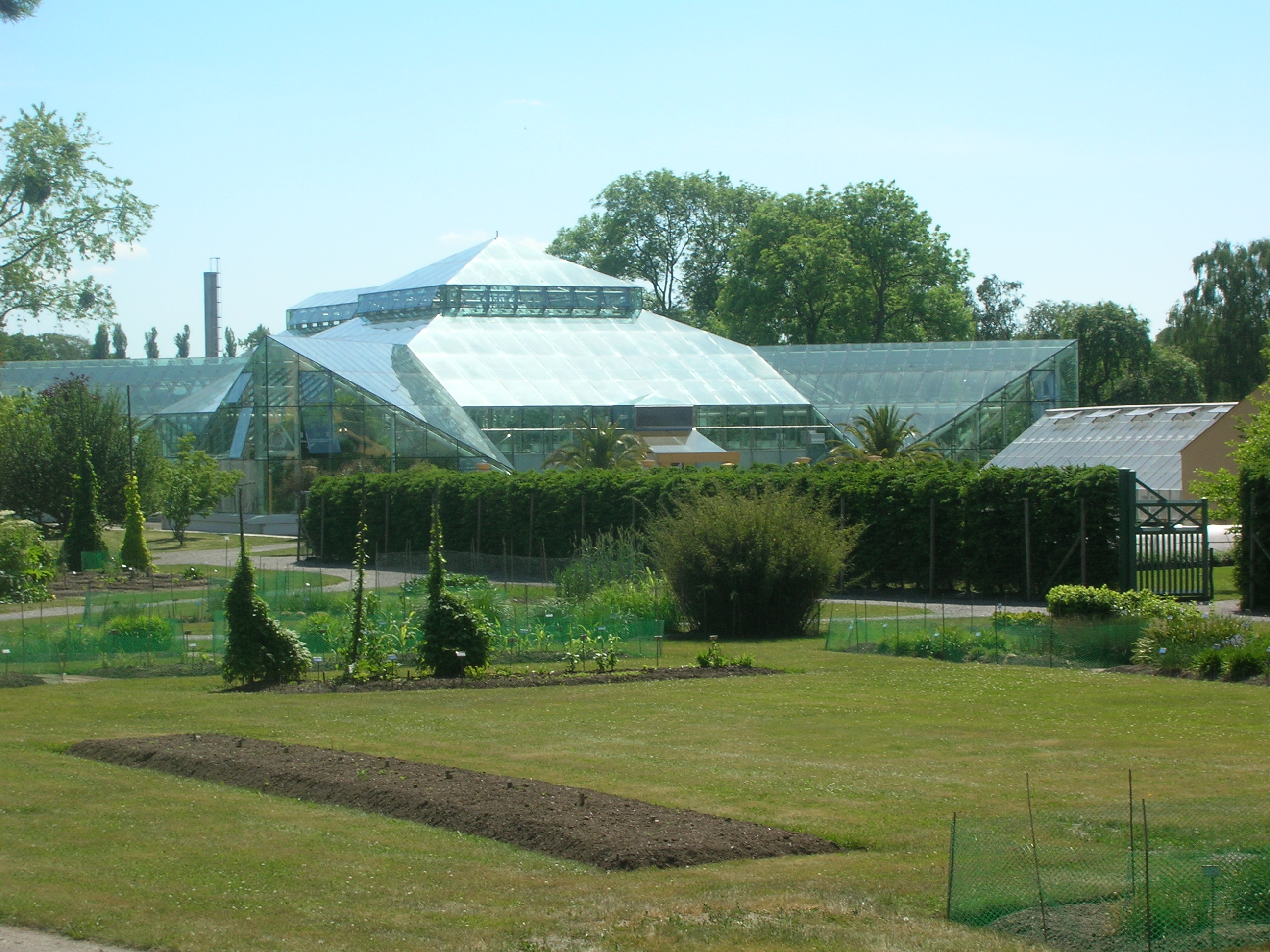
Vista del invernadero Edvard Anderson
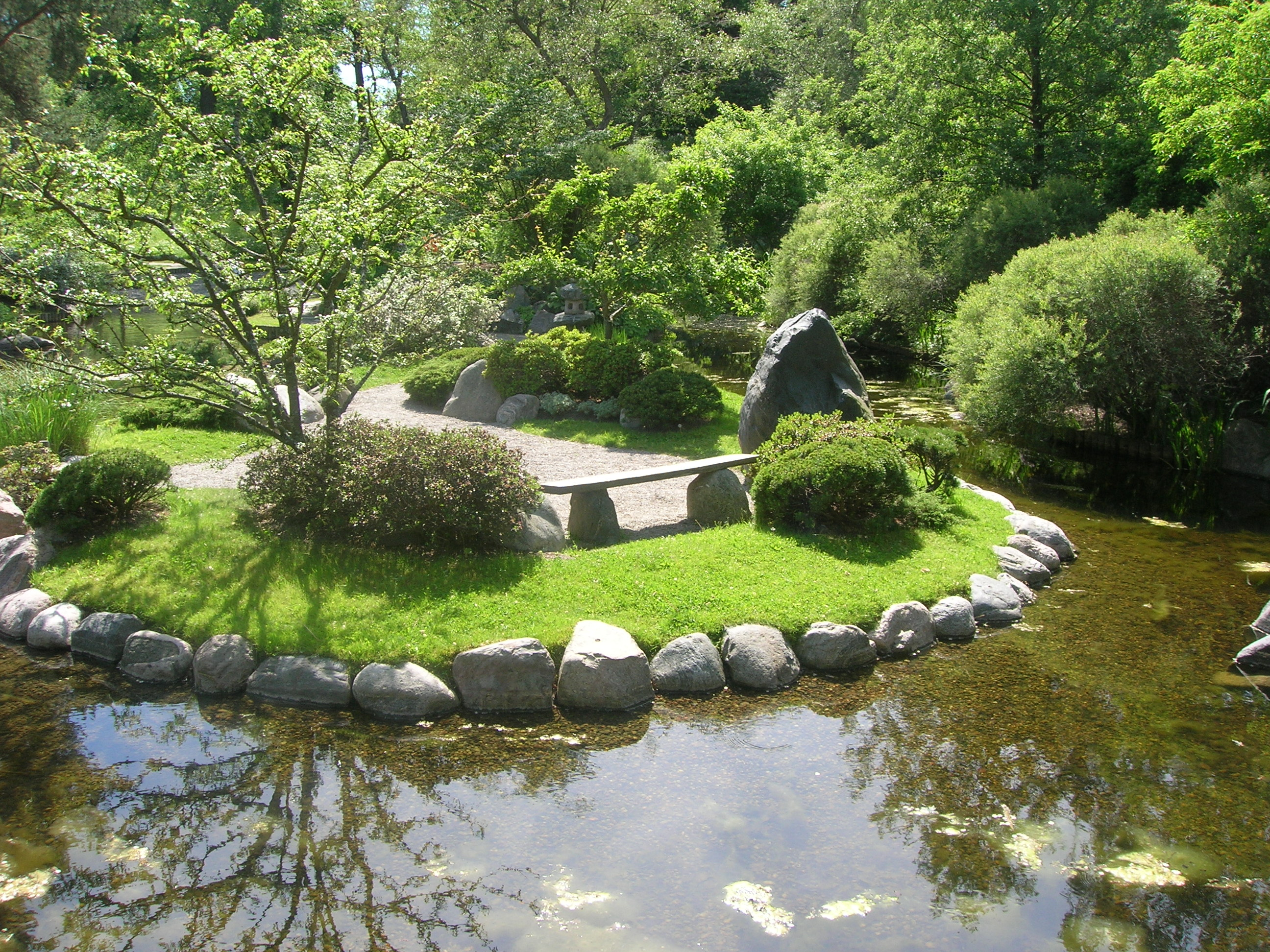
Valle japonés
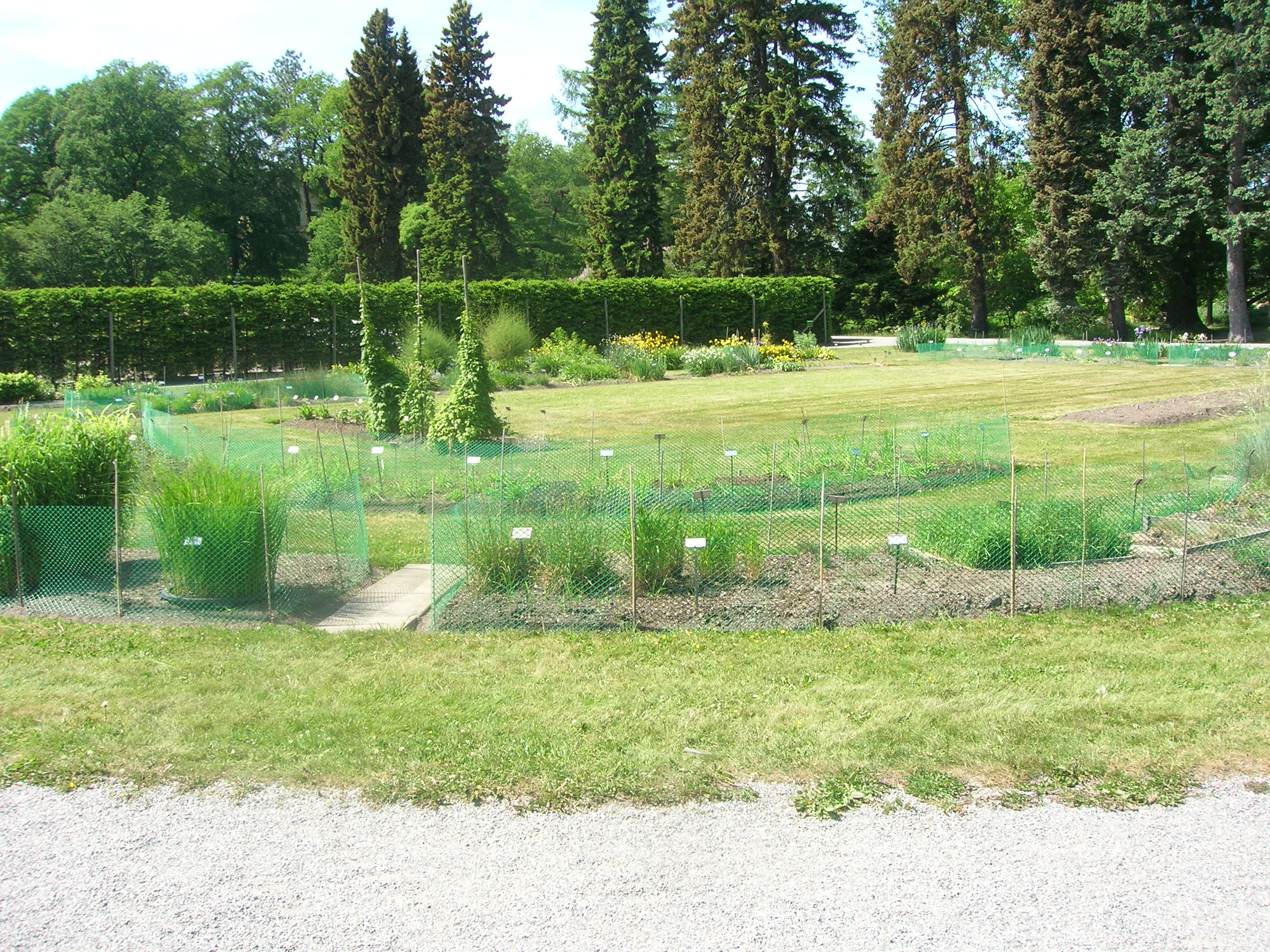
Jardín sistemático
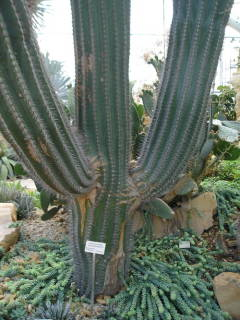
Ejemplar de Pachycereus pringlei, en el Bergianska trädgården